# Reichenwaldhöhle
Die Reichenwaldhöhle (auch Reichenwalderhöhle, Katasternummer 1826/2) ist eine Höhle im Reichenwaldberg bei Opponitz.
Die insgesamt 510 Meter lange Höhle entstand an der Grenze zwischen dem Opponitzer Kalk und den Lunzer Schichten und ist vermutlich eine hangparallele Zerrspalte. Ein ca. 50 Meter langer Gang führt in eine Versturzkammer, von dem ein Nebengang abzweigt, der möglicherweise mit der Stefaniehöhle (1826/3) zusammenhängt. Von der Versturzkammer führt ein 30 Meter langer Gang in die große „Endkammer“, von der ein ca. 100 Meter langer Gang ins „Refugium“ weiterführt. Da der in der Höhle befindliche Lehm ebenfalls durchtrennt ist, kann die Zerrung jünger als die letzte Phase der Wasseraktivität angesehen werden.
Die Erklärung zum Naturdenkmal erfolgte mit Bescheid vom 5. April 1963, ZI. 2346/63 des Bundesdenkmalamtes.